# Carex pertenuis
Carex pertenuis är en halvgräsart som beskrevs av Liberty Hyde Bailey. Carex pertenuis ingår i släktet starrar, och familjen halvgräs. Inga underarter finns listade i Catalogue of Life.